# Celia Weston
 (juillet 2012).
Si vous disposez d'ouvrages ou d'articles de référence ou si vous connaissez des sites web de qualité traitant du thème abordé ici, merci de compléter l'article en donnant les références utiles à sa vérifiabilité et en les liant à la section « Notes et références ».
Celia Weston est une actrice américaine de théâtre, de cinéma et de télévision, née le 14 décembre 1951 à Spartanburg (Caroline du Sud).

## Filmographie sélective
- 1989 : Le Carrefour des Innocents : Felicia Doolan Marks
- 1995 : La Dernière Marche de Tim Robbins : Mary Beth Percy
- 1995 : Les Liens du souvenir : Amelia
- 1996 : Flirter avec les embrouilles : Valerie Swaney
- 1999 : Le Talentueux Mr Ripley : tante Joan
- 2000 : Raccroche ! (Hanging Up) de Diane Keaton : Madge Turner
- 2001 : Cœurs perdus en Atlantide : Alana Files
- 2001 : New York, unité spéciale (saison 3, épisode 3) : Margaret Talmadge
- 2001 : K-PAX : L'Homme qui vient de loin : Doris Archer
- 2002 : Loin du paradis : Mona Lauder
- 2003 : Hulk : Mrs. Krensler
- 2003 : Le Maître du jeu : Mrs. Brandt
- 2003 : Comment se faire larguer en 10 leçons : Glenda
- 2004 : Le Village : Vivian Percy
- 2005 : Junebug : Peg
- 2007 : Invasion : Ludmilla Belicec
- 2007 : Le Goût de la vie : Mrs. Peterson
- 2007 : Joshua : Hazel Cairn
- 2008 : Desperate Housewives : Adele Delfino
- 2009 : Observe and Report : Mom
- 2009 : After.Life : Beatrice Taylor
- 2009 : The Box : Lana Burns
- 2010 : Night and Day : Molly Knight
- 2010 : Modern Family : Barb Tucker (1 épisode)
- 2010-2011 : Memphis Beat (série télévisée) : Paula Ann Hendricks
- 2014 : American Horror Story (série télévisée) : Ms. Hennings
- 2014 : Adult Beginners de Ross Katz : Joy
- 2015 : Le Nouveau stagiaire : Doris
- 2022 : Échos (Echoes) (mini-série) : Georgia Tyler